# Rio Firizan
O Rio Firizan é um rio da Romênia, afluente do Ilba, localizado no distrito de Maramureş.